# Andělský let
Andělský let je osmým románem amerického spisovatele detektivních knih Michaela Connellyho. Jedná se o jeho šestou knihu s losangeleským detektivem Hieronymem "Harrym" Boschem v hlavní roli.

## Děj knihy
Když je v centru Los Angeles v kabince lanové dráhy zvané Andělský let nalezeno tělo známého právního obhájce černé pleti Howarda Eliase, v celém městě by se nenašel jediný detektiv, který by se k tomuto případu chtěl jenom přiblížit. Elias se totiž specializoval na právní žaloby v případech policejní brutality, rasismu a korupce, a každý policista losangeleského policejního sboru může být v tomto případě považován za podezřelého.
Případem je pověřen detektiv Harry Bosch. Vražda se stala v předvečer velkého soudního procesu, kde měl Elias zastupovat klienta černé pleti jménem Michael Harris, a Elias se v tomto případě chystal obvinit losangeleský policejní sbor z násilných praktik při výslechu jeho klienta, které vedly k částečné ztrátě jeho sluchu. Harris byl zproštěn viny v případě znásilnění a vraždy dvanáctileté dívky, ale mnoho lidí, včetně Bosche, věřilo, že je vinen. Elias již dopředu vyhlásil, že tento proces bude mít dva cíle – najít a potrestat viníky z řad policie a odhalit skutečného vraha zavražděné dívky. Po zkušenostech s incidentem Rodneyho Kinga a následných nepokojů v roce 1992 a po soudním procesu s O. J. Simpsonem, žije Město Andělů (Los Angeles) v napětí. Aby se Harry dostal k pravdě, musí se ponořit hluboko i do svých vlastních temných zákoutí, která jsou jako minové pole a jsou plné podezření a nenávisti, které se kdykoliv mohou obrátit proti němu.
A jako kdyby toho nebylo dost, tak jeho šťastný společný život s Eleanor Wishovou se zřejmě chýlí ke konci. Pokerová touha ji přitahuje do míst, kam za ní Harry nemůže.